# ФАМОС
ФАМОС (скраћеница: Фабрика мотора Сарајево) је фабрика камионских мењача и дизел-мотора из Храснице.

## Историјат
Изградња фабрике је почела 1950. године у насељу Храсница код сарајевске општине Илиџа. Први производи из програма Фамоса нашли су се на тржишту 1953. године. До 1970. године произведено је 37.300 возила са Фамосовим моторима. Фабрика је запошљавала 9.000 радника. Фабрика је допринела развоју Храснице где је прво уведена аутобуска линија Илиџа—Храснице за раднике фабрике 1953. године. Рад фабрике је допринео и станоградњу у Храсници, те је изграђено укупно 1.217 станова. Фамос је значајно утицао на развој Сарајева и СР БиХ, преко 10% националног дохотка целокупне сарајевске индустрије остваривало се у Фамосу.
Производила је редне дизел-моторе сопствене конструкције, снаге од 140 до 280 коњских снага, као редне и В моторе по лиценци немачког Дајмлер-Бенца, снаге од 130 до 380 коњских снага. Мотори и мењачи су уграђивани у возила из програма ФАП-ФАМОС корпорације коју су чинили ФАП из Прибоја, 11 Октомври из Скопља и ТАЗ из Загреба.
Током рата у БиХ, фабрика је девастирана у ратним разарањима. Прекинута је сарадња са кооперантима из ФАП-ФАМОС корпорације. Такође је била вођена значајна битка код Храснице у којој је АРБиХ покушала да заузме ФАМОС фабрику, околне куће и да се пробије до Војковића. 2007. године у Фамосу је било само 50 запослених.

## Производни програм

### Мотори
Мотори властите конструкције:
- Ф    А
- 2Ф   А
- 2Ф   Б
- 2ФТ  Б
- 2ФП  А
- 2ФП  Б
- НТФ

Мотори по лиценци Мерцедес Бенца:
- ОМ 352
- ОМ 352 А
- ОМ 366
- ОМ 366 А
- ОМ 402 ЛА
- ОМ 442

### Мењачи
- 4 МН/С-90
- 5 МН/С-60
- 6 МН/С-80

## Занимљивости
Име Фамос носе различита удружења и клубови, између осталих ФК Фамос Храсница и ФК Фамос Војковићи.